# アン・シェディーン
アン・シェディーン（英: Anne Schedeen、1949年1月8日 - ）は、アメリカ合衆国オレゴン州出身の女優である。

## 出演作品

### 映画
- リサの犯罪
- 黒豹刑事ブレイカー
- パワフル・エイミーの裏表私生活
- 改造人間の復讐
- エンブリヨ（ヘレン・ホリストン）
- 警部マクロード/ニューヨークの海賊

### テレビシリーズ
- アルフ（ケート・タナー）